# 渭南高级中学
渭南高级中学位于中国陕西省渭南市临渭区西部，是渭南市教育局唯一的直属高中，也是陕西省普通高中示范性学校。学校建有行政办公楼1栋、教学楼3栋、实验大楼1栋、学生公寓4栋、图文信息中心大楼1栋、生活服务大楼1栋。体育馆一座、标准体育场一个，教学及生活等服务设施总建筑面积约77000平方米，总投资超过⒈5亿元。